# Hans-Werner Fabarius

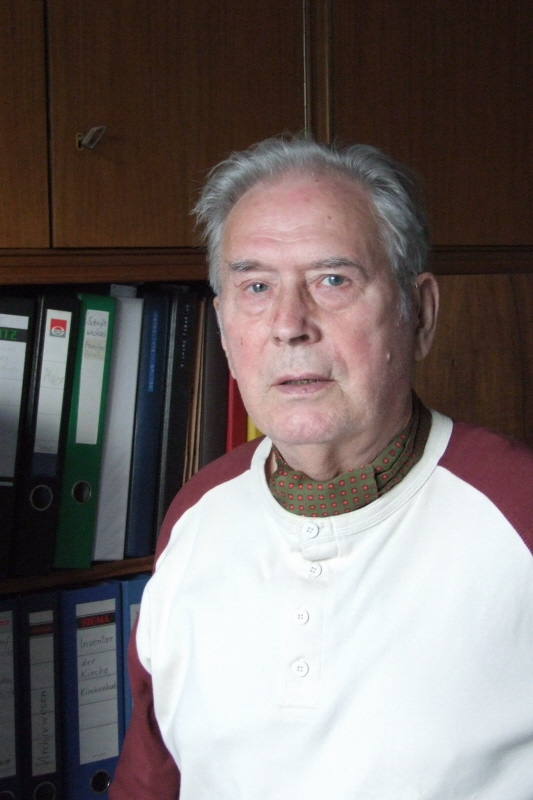
Hans-Werner Fabarius vor seinem Privatarchiv (2007)

Hans-Werner Fabarius (* 13. Juli 1929 in Berlin-Lichtenberg; † 7. Oktober 2018 in Berlin-Marienfelde) war ein deutscher Heimatforscher.
Seit 1949 war er aktives Mitglied der evangelischen Kirchengemeinde Berlin-Marienfelde. Als ehrenamtlicher Archivar der Gemeinde und als Heimatforscher erschloss er durch mehrere Publikationen viele Aspekte der Geschichte des Ortsteils Marienfelde im Bezirk Tempelhof-Schöneberg von Berlin. Er erhielt für seine Tätigkeiten die Verdienstmedaille des Verdienstordens der Bundesrepublik Deutschland.

## Leben
Fabarius begann 1944 seine Berufsausbildung bei der Reichspost. Diese wurde Anfang 1945 unterbrochen, als er zur Verteidigung der Festung Berlin eingezogen wurde. Im September 1945 kam er zum Postamt Berlin-Marienfelde. Ab etwa 1960 war er beim Postamt Berlin-Tempelhof und später beim Postamt Berlin 11 tätig. Nach 43 Dienstjahren ging er 1987 in den Ruhestand.

## Engagement
1949 begann sein jahrzehntelanges ehrenamtliches Engagement in der Kirchengemeinde Marienfelde. Er beteiligte sich zunächst an der Jugendarbeit, später an den Kirchentagen, in der Redaktion des Gemeindebriefs, im Gemeindebeirat und zuletzt über viele Jahre im Gemeindekirchenrat.
Ehrenamtlich nahm er seit 1971 die Pflichten des Archivars der Kirchengemeinde wahr. Die Aufarbeitung des Kirchenarchivs lieferte ihm die Themen für seine Publikationen: die Dorfkirche, die Kirchengemeinde, der Ort oder Stadtteil, der Berliner Architekt Bruno Möhring.
So beschäftigte ihn das Schicksal jüdischer Menschen im Ortsteil Marienfelde während der Zeit des Nationalsozialismus. Auf seine Initiative wurde vor dem Haus des jüdischen Arztes Moritz Jakobsohn 1989 ein Gedenkstein gesetzt und 1991 ein Weg nach dem verdienten Marienfelder Arzt benannt.
2001 gab die Kirchengemeinde nach umfangreicher Recherchearbeit seine 200 Seiten starke Marienfelder Chronik Marienfelde – Vom Dorf zum Stadtteil Berlins heraus. Dieses Werk machte ihn zum führenden Heimatforscher des Ortsteils. Dieses Buch wurde 2006 durch den Bildband 100 Jahre Berlin-Marienfelde in 333 Bildern ergänzt, der 2018 in einer Neuauflage erschien.
Sein 2004 veröffentlichter Band über Bruno Möhring beschäftigt sich mit der Person des international bekannten Berliner Architekten, der lange Jahre in Marienfelde ansässig war und für die Kirchengemeinde durch die von ihm geleitete Renovierung der Dorfkirche 1920 und den Bau der Friedhofskapelle besondere Bedeutung hat.
Im März 2010 wurde der Arbeitskreis Historisches Marienfelde ins Leben gerufen mit dem Anliegen, das umfangreiche Archiv von Hans-Werner Fabarius zu übernehmen.
Für Fabarius war es eine Herzensangelegenheit, dass seine Postgeschichte von Berlin-Marienfelde veröffentlicht wird, in der er sehr ausführlich persönliche Erlebnisse aus seiner jahrzehntelangen Tätigkeit als Zusteller in Berlin-Marienfelde beschreibt. Hochinteressant und in Geschichtsbüchern nicht nachzulesen sind die Ereignisse, die sich nach der Teilung Deutschlands hier in Berlin-Marienfelde zutrugen. Der Arbeitskreis Historisches Marienfelde setzte seinen Wunsch um und gab 2017 das letzte von ihm geschriebene Buch heraus, ergänzt mit zahlreichen Fotos und Abbildungen historischer Dokumente.

## Schriften
Die folgenden Titel sind vom Gemeindekirchenrat der evangelischen Gemeinde Berlin-Marienfelde herausgegeben worden:
- 1984: Aus der Geschichte der Evangelischen Kirchengemeinde Berlin-Marienfelde 1930–1952
- 1990: Juden in Marienfelde, Schicksale im Dritten Reich
- 1995: Marienfelde in zwei Weltkriegen
- 2001: Marienfelde, vom Dorf zum Stadtteil Berlins
- 2006: 100 Jahre Berlin-Marienfelde in 333 Bildern

Die folgenden Titel wurden vom Arbeitskreis Historisches Marienfelde herausgegeben:
- 2014: Leben und Sterben in Marienfelde. Drei Jahrhunderte Sozialgeschichte. Von der Dreifelderwirtschaft zum Industriezeitalter
- 2017: Postgeschichte von Berlin-Marienfelde
- 2018: 100 Jahre Berlin-Marienfelde in 333 Bildern (Neuauflage)
- 2019: Bruno Möhring. Baukünstler, Designer, Stadtplaner (2. erweiterte Auflage; ISBN 978-3-9820690-0-5)

## Ehrungen
Im Jahr 2005 überreichte der Bezirksbürgermeister Ekkehard Band Hans-Werner Fabarius die Verdienstmedaille des Verdienstordens der Bundesrepublik Deutschland.